# Crested Butte
Crested Butte ist eine Town im US-Bundesstaat Colorado. Der Ort ist als Home Rule Municipality statuiert. Die ehemalige Bergbausiedlung ist heute eines der bedeutendsten Wintersportzentren der USA.

## Geografie
Crested Butte befindet sich im Gunnison County rund 45 km nördlich von Gunnison und 370 km südwestlich von Denver. Der Ort liegt am Fuße des gleichnamigen Bergs Crested Butte im nördlichen Teil des East River Valleys. Das Gebiet gehört zu den Elk Mountains, einer Gebirgsgruppe der Rocky Mountains.

## Geschichte
Das Gebiet des nördlichen East River Valleys war vor 1870 nur den Ute-Indianern bekannt. Sie kamen während des Sommers aus dem westlich gelegenen Großen Becken über den Kebler Pass ins Tal des East River, um zu jagen.
Eine 1874 durchgeführte Expedition von Ferdinand Vandeveer Hayden bescheinigte dem Einzugsgebiet des Gunnison River – der East River ist ein Quellfluss des Gunnison River – zahlreiche Bodenschätze. Vor allem die zahlreichen Silbervorkommen, aber auch einige Goldvorkommen lösten in den Folgejahren einen regelrechten Rausch unter den Siedlern aus. Zahlreiche Bergwerke eröffneten im Tal, und mit ihnen entstanden Siedlungen für mehrere Tausend Arbeiter. Crested Butte selbst entstand als Versorgungszentrum für diese Bergbausiedlungen. Dem Ort kam dabei vor allem seine zentrale Lage im nördlichen East River Valley zugute. Als offizielles Gründungsdatum für den Ort gilt der 15. Juli 1880.
Bereits ein Jahr später, am 21. November 1881, eröffnete die Denver and Rio Grande Railroad die Schmalspur-Bahnstrecke Crested Butte – Gunnison. Obwohl die Strecke primär zur Beförderung von Frachtgütern genutzt wurde, war meist auch ein Passagierwagen Bestandteil der Züge. Die Strecke war schließlich die bedeutendste Verbindung von und nach Crested Butte, vor allem im Winter, da die Straße nach Gunnison nicht offen gehalten wurde.
Noch vor der Jahrhundertwende schlossen die meisten Silberminen wieder, da es zu einem erheblichen Preisverfall des Edelmetalles kam. Aber auch das harte Klima der Region hat eine Mitschuld, da ein ganzjähriger Betrieb der Bergwerke nahezu unmöglich war. Viele Orte der Umgebung Crested Buttes verschwanden genauso schnell, wie sie wenige Jahre zuvor entstanden waren.
Anfang der 1880er-Jahre stieß man am Rande Crested Buttes auf erhebliche Vorkommen von Steinkohle und Anthrazitkohle. In insgesamt neun Bergwerken baute man in der Folgezeit Kohle ab und veredelte den größten Teil noch vor Ort zu Koks. Dieser wurde überwiegend nach Pueblo (Colorado) zum Stahlwerk von Colorado Fuel and Iron gebracht. Das Unternehmen selbst betrieb 150 Koksöfen in Crested Butte sowie drei der Bergwerke – darunter die mit Abstand größte Mine im Ort, die sogenannte „Big Mine“.
Als Colorado Fuel and Iron und andere Unternehmen Kohlevorkommen in der näheren Umgebung von Pueblo fanden, wurden die Minen in Crested Butte uninteressant. Die meisten der Bergwerke schlossen Ende der 1930er- und 1940er-Jahre. 1952 beendete schließlich auch die Big Mine als letzte Kohlemine ihren Betrieb. Durch den Wegfall des Güterverkehrs schloss die Denver and Rio Grande Railroad noch im selben Jahr die Bahnverbindung nach Gunnison.
Mit dem Niedergang des Bergbaus stürzte auch Crested Butte in eine tiefe Krise, was sich in einem Rückgang der Einwohnerzahl von 1251 (1930) auf 259 (1960) widerspiegelte.

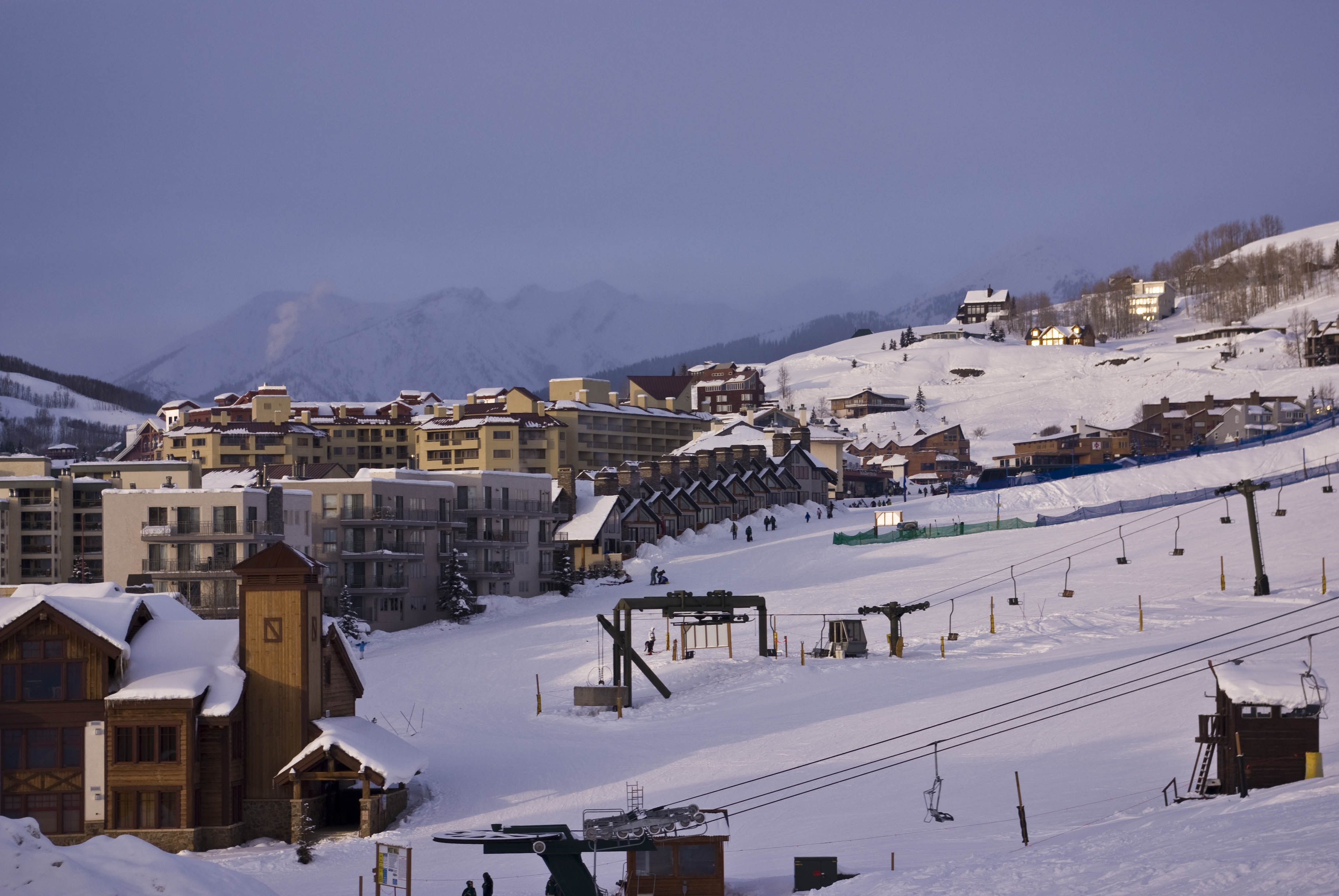
Crested Butte Ski Area

Mit der Eröffnung des Skigebiets 1962 konnte der Niedergang Crested Buttes gestoppt werden. Das am Berg Crested Butte gelegene Skigebiet bestand anfänglich aus einer Gondelbahn und zwei Schleppliften. Heute erstreckt sich das Skigebiet über 472 Hektar und verfügt über 16 Lifte.
1998 und 1999 war das Skigebiet Austragungsort der Winter-X-Games.

## Infrastruktur
Crested Butte ist ganzjährig von Gunnison aus über den State Highway 135 erreichbar. Des Weiteren gibt es über den Kebler Pass eine Straßenverbindung in das westlich gelegene Paonia. Diese nur teilweise asphaltierte Straße ist nur in den Sommermonaten geöffnet. Der nächstgelegene Flughafen ist der Gunnison-Crested Butte Regional Airport mit ganzjährigen Flügen nach Denver und saisonalen Verbindungen nach Dallas/Fort Worth und Houston.

## Söhne und Töchter der Stadt
- Emma Coburn  (* 1990), 3000 m Hindernisläuferin
- Heidi Montag (* 1986), Reality-TV-Star (The Hills)